# Morón de la Frontera
Morón de la Frontera és una localitat de la província de Sevilla, Andalusia, Espanya. L'any 2005 tenia 28.117 habitants. La seva extensió superficial és de 432 km² i té una densitat de 65,1 hab/km². Les seves coordenades geogràfiques són 37° 07′ N, 5° 27′ O. Està situada a una altitud de 297 metres i a 65,9 kilòmetres de la capital de la província, Sevilla.

## Història
A Moron va tenir lloc la batalla de Morón, quan Abd-ar-Rahman ibn al-Hàkam va preparar un contingent per enfrontar-se als vikings que havien conquerit i saquejat Isbiliya un mes abans, amb la tropa d'Isbiliya, voluntaris de les marques, i l'exèrcit de les marques capitanejat per Musa ibn Qasi. Els normands es van dividir en quatre grups, un de 16.000 normands que va atacar Morón, un segon que va atacar Benilaiz i un tercer que va atacar Fuente de Cantos i un quart a Córdova. El primer va ser derrotat a Moron patint mil baixes, mentre uns altres quatre-cents van ser fets presoners i executats, i unes trenta de naus van ser destruïdes, sent els ostatges alliberats, però els que romanien a la ciutat, en veure la cavalleria enemiga va poder fugir i reunir-se amb els altres contingents, que finalment van negociar alliberar els presoners que quedaven a canvi de menjar i robes, i van continuar el seu viatge pel mediterrani, atacant territori romà d'Orient fins a arribar a Alexandria en un viatge de catorze anys. Amb el temps, el reduït nombre de supervivents es va convertir a l'islamisme instal·lant-se com a grangers a la zona de Coria del Río, Carmona i Morón.

## Administració
<
| Període   | Alcalde                         | Partit polític |
| --------- | ------------------------------- | -------------- |
| 1979-1983 | Leopoldo Sáinz de la Maza Falcó | UCD            |
| 1983-1987 | Adela Escribano Carrasco        | PSOE           |
| 1987-1988 | Victoria Ybarra Allende         | AP             |
| 1988-1991 | Pedro Luis Vázquez García       | IU-CA          |
| 1991-2003 | José Párraga Mendoza            | PSOE           |
| 2003-2011 | Manuel Morilla Ramos            | PP             |
| 2011-     | Juan Manuel Rodríguez Domínguez | PSOE           |

## Demografia
| Morón de la Frontera. Evolució de la població des de 1842 fins a 2011. |
| ---------------------------------------------------------------------- |
|                                                                        |